# Pachydissus aurivillianus
Pachydissus aurivillianus es una especie de escarabajo longicornio del género Pachydissus, tribu Cerambycini, subfamilia Cerambycinae. Fue descrita científicamente por Distant en 1904.

## Descripción
Mide 22-24 milímetros de longitud.

## Distribución
Se distribuye por Sudáfrica, Ruanda y Tanzania.